# Kukeč
Kukeč (mađarski: Újkökényes, prekomurski: Kükeč) je naselje u slovenskoj Općini Gornjim Petrovcima. Kukeč se nalazi u pokrajini Prekomurju i statističkoj regiji Pomurju. 

## Stanovništvo
Prema popisu stanovništva iz 2002. godine naselje je imalo 63 stanovnika.